# Desmond Tutu
Desmond Mpilo Tutu (Klerksdorp, 7 de outubro de 1931 – Cidade do Cabo, 26 de dezembro de 2021) foi um arcebispo da Igreja Anglicana agraciado com o Prêmio Nobel da Paz em 1984 por sua luta contra o Apartheid em seu país natal. Desmond foi o primeiro negro a ocupar o cargo de Arcebispo da Cidade do Cabo, tendo sido também o Primaz da Igreja Anglicana da África Austral entre 1986 e 1996.

## Biografia
Desmond Mpilo Tutu nasceu em Klerksdorp em 7 de outubro de 1931, sendo o segundo filho de Zacheriah Zililo Tutu, um professor, e de Aleta, uma cozinheira. A família de Tutu mudou-se para Johannesburgo quando ele tinha apenas 12 anos de idade. Na cidade de Johannesburgo, Tutu conheceu Trevor Philips, chefe da paróquia de Sophiatown.
Apesar de Tutu ter o desejo de se tornar um médico, sua família não tinha como pagar os seus estudos de Medicina e Tutu resolveu seguir os passos de seu pai. Tutu estudou na Pretoria Bantu Normal College entre 1951 e 1953, quando foi para a Escola Normal de Joannesburgo. Depois foi para a King's College de Londres onde adquiriu bacharelato em Teologia.
Em 1975, se tornou o primeiro negro a ser nomeado deão da catedral de Santa Maria, em Johannesburgo. Após ser sagrado bispo, dirigiu a diocese de Lesoto de 1976 a 1978, ano em que se tornou secretário-geral do Conselho das Igrejas da África do Sul. Sua proposta para a sociedade sul-africana incluía direitos civis iguais para todos; abolição das leis que limitavam a circulação dos negros; um sistema educacional comum; e o fim das deportações forçadas de negros.
Sua firme posição militante antiapartheid – a política oficial de segregação racial – e trabalho de conscientização pelos direitos civis e humanos lhe garantiram, em 1984, o Nobel da Paz. Recebeu o título de doutor honoris causa de importantes universidades dos Estados Unidos (EUA), do Reino Unido, do Brasil e da Alemanha.
Em 1996 presidiu a Comissão de Reconciliação e Verdade, destinada a promover a integração racial na África do Sul após a extinção do apartheid. Esta comissão tem poderes para investigar, julgar e anistiar crimes contra os direitos humanos praticados na vigência do regime.
Em 1997 divulgou o relatório final da comissão, que acusa de violação dos direitos humanos tanto as autoridades do regime racista sul-africano quanto as organizações que lutavam contra o apartheid na África do sul. Foi membro do comitê de patrocínio da Coordenação internacional para o Decênio da cultura da não violência e da paz.

## Apartheid
Ao lado de Nelson Mandela, Desmond Tutu foi uma das figuras centrais do movimento contra o Apartheid. Tutu iniciou centenas de protestos em locais públicos contra o governo sul-africano, e mesmo assumindo posições altas no clero africano, Tutu continuou a lutar contra a segregação racial em seu país. Como reconhecimento por seus esforços para promover a igualdade na África do Sul, Desmond Tutu recebeu o Prêmio Nobel da Paz em 1984.

## Reconhecimento
Desmond Tutu recebeu diversos prêmios e reconhecimentos internacionais por seu trabalho pela igualdade entre as raças, entre os quais:
- Prêmio Nobel da Paz em 1984;
- Capelão da Venerabilíssima Ordem do Hospital de São João de Jerusalém pela Rainha Isabel II em 1995;
- Archbishop of Canterbury's Award for Outstanding Service to the Anglican Communion em 1996;
- Grande-Oficial da Ordem Nacional da Legião de Honra em 1998;
- Prêmio Albert Schweitzer, a Ordem do Mérito da República Federal da Alemanha e Prémio Sydney da Paz em 1999;
- Prêmio Gandhi da Paz em 2005;
- Lincoln Leadership Prize em 2008;
- Medalha Presidencial da Liberdade em 2009;
- Ibrahim Prize for Achievement in African Leadership em 2012;
- Prêmio Templeton em 2013;
- Prémio Internacional Catalunha em 2014;
- Cavaleiro da Grã-Cruz da Ordem Real de Francisco I e a Medalha de Ouro do Mérito da Sagrada Ordem Militar Constantiniana de São Jorge pelo Príncipe Carlos de Bourbon-Duas Sicílias em 2014;
- Prior do Priorado da Venerabilíssima Ordem do Hospital de São João de Jerusalém para África do Sul de 2012 a 2017;
- Bailiff Grand Cross (GCStJ) da Venerabilíssima Ordem do Hospital de São João de Jerusalém pela Rainha Isabel II em 2017.

Tutu também recebeu dezenas de doutorados honorários em vários países, como Universidade de Kent (1978), Universidade Harvard (1979), Ruhr University (1981), University of Aberdeen (1981), Howard University (1984), Universidade de Oxford (1990), Universidade de Cambridge (1999), Universidade de Alberta (2000), Universidade de Pretória (2002), Universidade de Gante (2005), Universidade de Edimburgo, Universidade de Genebra (2009), Pontifícia Universidade Católica do Paraná (2011), e como amigo de diversas cidades pelo mundo.

## Vida Pessoal
Em 2 de julho de 1955, Desmond Tutu se casou com Nomalizo Leah Shenxane, uma professora que ele conheceu durante a época colegial. Tutu e Nomalizo tiveram quatro filhos: Trevor Thamsanqa Tutu, Theresa Thandeka Tutu, Naomi Nontombi Tutu e Mpho Andrea Tutu. Todos se formaram na Waterford Kamhlaba School na Suazilândia.
Trevor Tutu, o filho mais velho e mais polêmico de Desmond Tutu, provocou uma evacuação no Aeroporto de Londres em 1989 através de uma falsa denúncia de bomba e foi detido. Três anos depois Trevor foi condenado por causar pânico em um avião da South African Airways no mesmo aeroporto, porém se recusou a pagar a sentença e só foi preso em Johannesburgo em 1997.
Naomi Tutu é a fundadora da Fundação Tutu baseada na cidade de Hartford no estado norte-americano de Connecticut. Naomi seguiu os passos de seu pai e ingressou no ativismo dos direitos humanos, sendo atualmente uma coordenadora da Fisk University de Nashville, Tennessee.
Mpho Tutu também seguiu os passos de seus pais na religião e em 2004 foi ordenada sacerdotisa por seu pai.
Em 10 de junho de 2010, durante o Show de Abertura da Copa do Mundo de 2010, realizada na África do Sul, Desmond Tutu reapareceu publicamente. Trajado com o uniforme da Seleção Sul-Africana, discursou de forma bem-humorada no palco do espetáculo, causando a euforia do público presente. Tutu falou sobre nacionalismo e sobre os efeitos do evento no país, e ao final pediu que o povo saudasse Nelson Mandela.

### Morte
Tutu morreu na Cidade do Cabo no Oasis Frail Care Centre na manhã de 26 de dezembro de 2021. Tinha 90 anos de idade.

## Tutu no mundo atual

### África do Sul

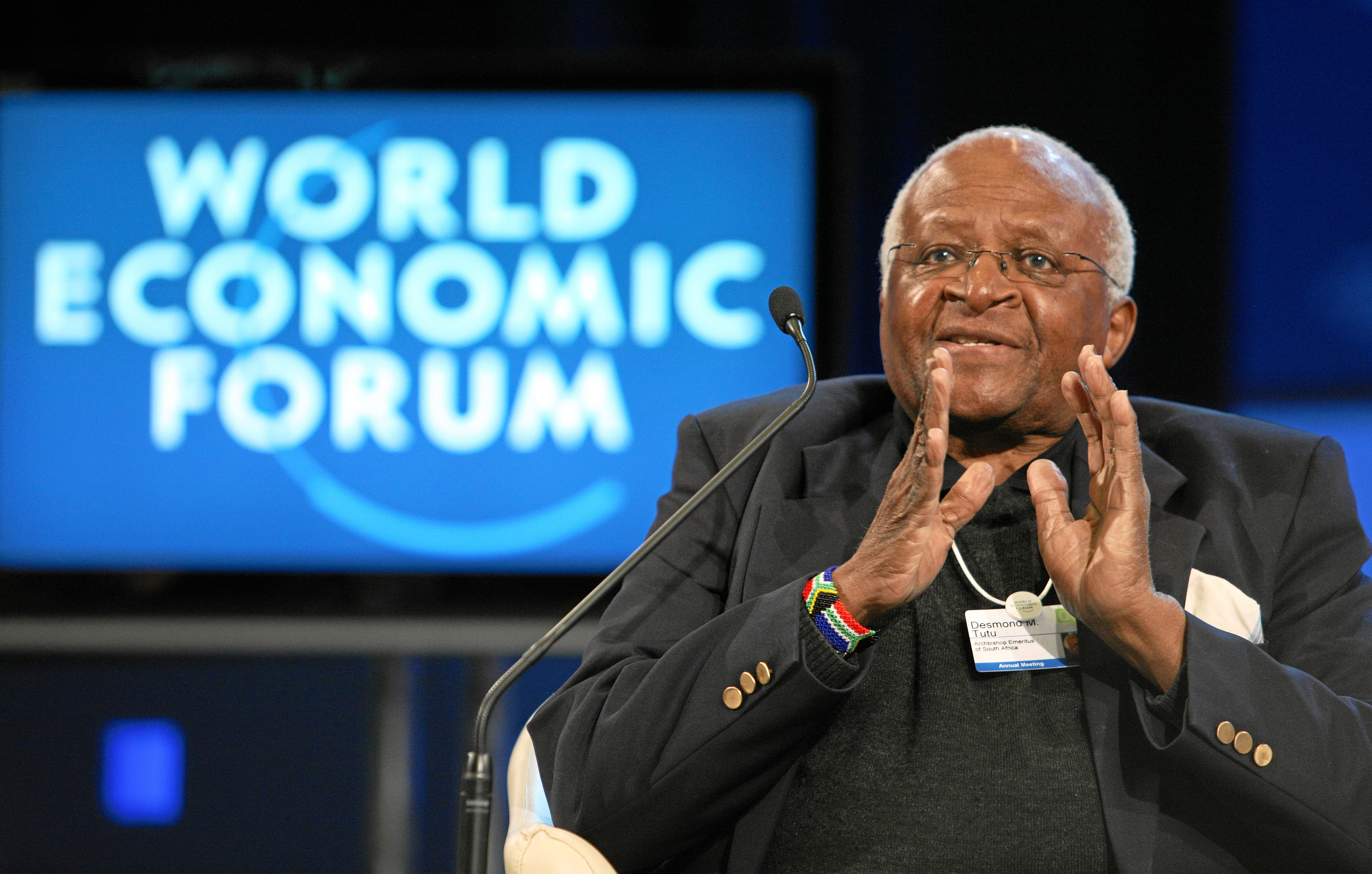
Arcebispo Desmont Tutu no Forum econômico mundial de 2009.

Desde o fim do Apartheid, Tutu permaneceu uma das figuras centrais da política sul-africana. Ao lado de seu amigo, Nelson Mandela, Tutu é respeitado por toda a população de seu país natal por sua luta incansável contra a segregação racial. Certa vez Mandela disse que "a voz de Desmond Tutu será sempre a voz dos sem vozes". Desde seu afastamento da política, Tutu manteve uma relação estreita com os políticos da África do Sul e fez duras críticas ao governo, acusando os governantes de corrupção e ineficácia para lidar com a pobreza e com os surtos de xenofobia recentes no país.
Tutu também foi muito crítico com a elite política do país e já chegou a dizer em um discurso público que o país estava "sentado num barril de pólvora".
As principais críticas de Tutu foram de que o país não conseguiu amenizar os índices de pobreza uma década após o Apartheid. Tutu também não se conformava com a exclusão dos negros em alguns ambientes. Tutu manteve-se extremamente crítico com os governantes de seu país e os acusou de xenofobia e corrupção ativa.
Desmond Tutu participou ainda, com outros ex-líderes de Estado, do grupo "The Elders", fundado por Nelson Mandela.

### Oriente Médio
Embora Tutu reconhecesse os judeus como participantes ativos da luta contra o Apartheid na África do Sul, Tutu se posicionava contra os conflitos na Palestina e o incentivo ao armamento bélico de Israel. Tutu comparou a segregação israelita contra os palestinos à segregação racial que seu povo sofreu durante o Apartheid.
Em 1988, o American Jewish Committee (AJC) fez algumas observações sobre as críticas de Tutu e chegou à conclusão de que Tutu se mostrou muito crítico com Israel e comparou os militares israelenses com os racistas do Apartheid. Tutu negou ter feito declarações antissemitas, mas manteve sua posição contra os militares judeus e afirmou que "o Sionismo é paralelo ao Apartheid e parecido com o racismo e o efeito de ambos é o mesmo".
Durante os anos 2000, Tutu mostrou-se menos crítico com Israel, mas defendeu intensamente o fim dos conflitos na Faixa de Gaza. Em 2006, Tutu foi convocado pela ONU para ser o líder de uma investigação sobre os ataques israelenses contra a cidade de Beit Hanoun durante a Operação Chuvas de Verão. O estado de Israel não permitiu a entrada de Tutu no país até 2008.

## Escritos
Tutu é o autor de sete coleções de sermões e outros escritos:
- Crying in the Wilderness, Eerdmans, 1982. ISBN 978-0-8028-0270-5
- Hope and Suffering: Sermons and Speeches, Skotaville, 1983. ISBN 978-0-620-06776-8
- The War Against Children: South Africa’s Youngest Victims, Human Rights First, 1986. ISBN 9780934143004
- The Words of Desmond Tutu, Newmarket, 1989. ISBN 978-1-55704-719-9
- The Rainbow People of God: The Making of a Peaceful Revolution, Doubleday, 1994. ISBN 978-0-385-47546-4
- Worshipping Church in Africa, Duke University Press, 1995. ASIN B000K5WB02
- The Essential Desmond Tutu, David Phillips Publishers, 1997. ISBN 978-0-86486-346-1
- No Future Without Forgiveness, Doubleday, 1999. ISBN 978-0-385-49689-6
- An African Prayerbook, Doubleday, 2000. ISBN 978-0-385-47730-7
- God Has a Dream: A Vision of Hope for Our Time, Doubleday, 2004. ISBN 978-0-385-47784-0
- Desmond and the Very Mean Word, Candlewick, 2012. ISBN 978-0-763-65229-6
- The Book of Forgiving: The Fourfold Path for Healing Ourselves and Our World, HarperOne, 2015. ISBN 978-0062203571
- The Book of Joy: Lasting Happiness in a Changing World, coautoria de Sua Santidade o 14º Dalai Lama, 2016, ISBN 978-0-67007-016-9